# Jurassic Park 2: The Chaos Continues
Jurassic Park 2: The Chaos Continues è un videogioco pubblicato nel 1994 da Ocean Software per Super Nintendo Entertainment System e Game Boy. È il sequel di Jurassic Park, distribuito l'anno prima sempre su Super Nintendo; tuttavia, a differenza di questi, che seguiva più o meno la trama del film, The Chaos Continues presenta una trama inedita.

## Trama
Biosyn, la società rivale di InGen, ha cominciato ad inviare truppe militari e scienziati su Isla Nublar, nel tentativo di ottenerne il controllo per i propri scopi. Il capo di InGen, John Hammond, chiede al prof. Alan Grant e al militare Michael Wolfskin di fermare l'invasione dell'isola.

## Modalità di gioco
A differenza del prequel, The Chaos Continues è un connubio tra platform e sparatutto a scorrimento. Il giocatore 1 controlla Alan Grant, il giocatore 2 Michael Wolfskin. Il gioco è diviso in una serie di missioni, che il giocatore (o i giocatori) possono completare in qualsiasi ordine. Grant e Wolfskin hanno a disposizione sia armi letali (fucile, mitra, fucile a pompa) che non (pistola elettrica stordente, pistola ai tranquillanti, lanciagranate a gas). Le armi non letali sono utili per superare i dinosauri senza ucciderli; parte del gioco sta infatti nel cercare di uccidere il minor numero possibile di dinosauri in modo da salvare gli investimenti di InGen; se troppi dinosauri vengono uccisi, la partita finirà. Curiosamente, i Velociraptor sono esclusi da questo conteggio.

## Accoglienza
La sequenza iniziale è caratterizzata da una grafica eccellente e da un doppiaggio, caratteristica non comune ai tempi (e spesso non fattibile). Il gioco tuttavia soffre di un problema comune al suo prequel: è completamente sprovvisto di sistema di salvataggio. Inoltre qui le vite non sono illimitate: ad inizio partita ne verranno assegnate 6, finite le quali la partita sarà inevitabilmente persa; inoltre, nella modalità due giocatori le vite sono 6 in tutto, non ciascuno. Il gioco fu accolto tiepidamente dalla critica, per venire poi riportato alla luce anni dopo ed essere ad oggi considerato una gemma nella libreria SNES.